# Lički ustanak
Imenom Lički ustanak (također: Velebitski ustanak) naziva se oružana akcija, koje su u rujnu 1932. godine organizirali pripadnici organizacije Ustaša - Hrvatska revolucionarna organizacija (UHRO), kojoj je na čelu bio Ante Pavelić, uz sudjelovanje lokalnih članova UHRO.

## Organizatori i tijek akcije
Akciju je vodila ustaška organizacija u Gospiću, koju je vodio Andrija Artuković, a članovi su bili Juraj (Juco) Rukavina (bivši austrougarski časnik, koji je bio i najvažniji vođa akcije), Marko Došen (posjednik), Josip Tomljenović i Nikola Orešković (trgovci). Ta je grupa bila u vezi s ustaškim vodstvom u emigraciji, a neki su od njih odlazili u Italiju i Austriju, gdje su se sastajali s Pavelićem i drugim ustaškim prvacima.
Odluka o podizanju ustanka donesena je, nakon izvršenih priprema, ljeti 1932. na sastanku u mjestu Spittalu (Austrija), na kojem su sudjelovali ustaški emigranti Ante Pavelić, Gustav Perčec i Vjekoslav Servatzy. Priprema za akciju započele su u proljeće 1932. Oružje je prebacivano na Velebit iz Zadra (tada pod vlašću Italije) u nekoliko navrata, u proljeće i ljeto 1932. Oružje je razdijeljeno članovima UHRO, a zatim je stigla i skupina od pet uniformiranih i naoružanih ustaških emigranata, koja se skrivala u kući jednog seljaka u selu Lukovom Šugarju te u kolovozu još jedna takva grupa petorice. Prije nego što je počela oružana akcija, čelnik ustaške skupine u Gospiću Andrija Artuković, zajedno s Markom Došenom, prešao je u Zadar.
U noći 6. – 7. rujna 1932. izvršen je napad na žandarmerijsku stanicu u Brušanima kraj Gospića. Uz deset ustaških emigranata prebačenih iz Zadra, u napadu je sudjelovalo i nekoliko članova ustaške organizacije s područja Gospića. Okršaj je trajao oko pola sata, nakon čega su se napadači povukli. Oni među njima koji su živjeli u zemlji, vratili su se svojim kućama, a emigranti su se povukli na Velebit i zatim u Zadar na teritorij Italije. U Zadar su se sklonili i neki istaknutiji članovi domaće ustaške organizacije (J. Tomljenović, N. Orešković.) U sukobu s potjerom kod sela Jadovna poginuo je ustaša Stjepan Devčić.

## Značaj i rezultati
Razmjere i trajanje akcija nisu bile takve da bi se moglo govoriti o pravom "ustanku"; iz vojne perspektive akcija je bila simbolična. Šime Balen kaže da je posrijedi bila »neuspjela talijansko-ustaška improvizacija«, ali organizatorima je bio važan propagandni i politički učinak. U promotivnom tekstu o Anti Paveliću objavljenom u Zagrebu 12. travnja 1941., piše: »Znameniti lički ustanak, koji predstavlja samo jedan mali ali uspješni manevar ustaške vojske, a koji uznemiruje skoro polovicu bivše jugoslavenske IV. Armijske oblasti.« (preneseno u: Košutić, str. 102.)
Vlasti Kraljevine Jugoslavije, u kojoj tada vlada Šestosiječanjska diktatura, reagirale su uobičajeno: masovnim uhićenjima i premlaćivanjima. Žandari su vršili temeljito "pročešljavanje" područja Like i Podvelebitskog Primorja, oduzimali oružje i uhićivali ljude koji su bili umiješani u prebacivanje oružja. S obzirom na to da vlasti nisu znale stvarne razmjere ustaške akcije, širina i oštrina poduzetih mjera bila je nerazmjerna. Uhićeni su i od žandarmerije zlostavljani mnogi nedužni ljudi, a pri pretresanju terena činjene su stanovništvu i velike materijalne štete. Kada se Ante Pavelić st., koji je tada bio predsjednik Skupštine, potužio kralju Aleksandru da je žandarmerija mučeći doživotno osakatila više od 250 nevinih ljudi kralj ga je s čuđenjem zapitao, da li je moguće da žandarmerija bije te ga uputio Žiki Laziću, tadašnjem ministru unutarnjih poslova, na što je Pavelić otišao od kralja, s kojim se više nije sreo, i nakon čega nije ponovno bio izabran za predsjednika Skupštine.
Većina organizatora akcije prebjegla je u Zadar pod zaštitu Talijana, a samo nekolicina su uhićena i osuđena na robiju; Juco Rukavina osuđen je na smrtnu kaznu, koja je zamijenjena doživotnom robijom.
Nakon ovog ustanka područje od najveće važnosti za sprovođenje ustaških terorističkih akcija u Jugoslaviji postala je Podravina. Izdajom Stjepana Petrovića iz Hlebina, raspale su se ustaške organizacije u tom kraju, a mnogo Podravaca je završilo na robiji.

## Međunarodni odjek
Događaji u Lici imali su priličan odjek u inozemnom tisku, posebno talijanskom i mađarskom. Italija i Mađarska imale su interes za razbijanje Kraljevine Jugoslavije i zato su pomagale ustaše. Akcija u Brušanima prikazivana je kao početak građanskog rata i odlučan zaokret u borbi Hrvata protiv vladajućih krugova u Beogradu. Radilo se ipak samo o diverziji ograničenoj na usko područje.
Akcija je izvršena po naređenju ustaškog poglavnika Ante Pavelića, što znači i po odobrenju talijanskih fašističkih vlasti, koje su pružale utočište i pomoć ustaškoj emigrantskoj organizaciji. Pred početak ustaške akcije u Lici, u Italiji je pojačana antijugoslavenska propaganda, a posebno je isticano pravo Italije na Dalmaciju. Održavani su i zborovi koje su sazivale irendentističke organizacije Savez odbora za dalmatinsku akciju i Savez ratnih dobrovoljaca i sinjih Dalmatinaca.

## Politička i socijalna situacija
U to doba rad gotovo svih političkih organizacija u Kraljevini Jugoslaviji još je bio zabranjen (Šestosiječanjska diktatura). Vodstvo UHRO nalazilo se u emigraciji, u Italiji i Mađarskoj. Kod kuće su ustaše koncentrirali svoje napore regrutiranja na siromašne planinske krajeve u kojima su živjeli Hrvati, naročito Liku i Hercegovinu. Bio je to izraz javnog nezadovoljstva korupcijom vlasti, visokim porezima i uobičajenim premlaćivanjime civila od žandara (koji su velikom većinom bili Srbi). U zapadnoj Hercegovini, stoljećima poznatoj po uzgoju visokokvalitetnog duhana, nezadovoljstvo buknulo kada je kralj Aleksandar uveo državni monopol na berbu duhana i prisilio lokalne seljake da sav duhan prodaju vladi za samo dio prave tržišne vrijednosti.
Milovan Đilas u svojim memoarima piše o ličkim ustašama, koje je upoznao na robiji u Lepoglavi: 
»»Ova grupa bila je sastavljena uglavnom od seljaka iz Like, koji su bili bistri i primitivni, pošteni i, iznad svega, siromašni. (...) Njihov seljački razlog za sukobljavanje sa beogradskim režimom bio je drugačiji od onog kojeg su imali intelektualci u ustaškom pokretu. Oni su tražili posao i bolju perspektivu života, što im "srpska vlada" i "srpski žandari" nisu htjeli dati. (...) Fašistička ideologija ustaša tada još nije bila u potpunosti razvijena.««

## Podrška komunista ustašama
List Proleter, organ CK KPJ, u broju od 28. prosinca 1932. objavljuje da Komunistička partija »pozdravlja ustaški pokret ličkih i dalmatinskih seljaka i stavlja se potpuno na njihovu stranu«. Povjesničari se ne slažu u tome da li je ovdje termin "ustaški" upotrebljen u općem smislu ("ustanik") ili se radi o eksplicitnoj podršku Pavelićevoj organizaciji. (Petranović I, str. 186.) Sami borbeni hrvatski nacionalisti u to doba nisu za sebe usvojili opći naziv "ustaše", nego su se nazivali "frankovci", "hrvatski nacionalisti", "hrvatski nacionalni borci", "hrvatski nacionalni revolucionari".
Stav Kominterne u to je doba bio da Jugoslaviju, kao umjetnu versajsku tvorevinu, treba razbiti. Komuniste i hrvatske i makedonske nacionaliste približavale su činjenice da su podjednako bili politički revolucionari, te podjednako izvrgnuti žestokom proganjanju Šestosiječanjskog monarho-diktatorskog režima. To se pokazalo i u suradnji i solidarnosti na robiji, o čemu svjedoči Zajednica političkih osuđenika: hrvatskih nacionalnih revolucionara, makedonskih nacionalnih revolucionara i komunista osnovana u Lepoglavi 1934. Kasnije je ta suradnja prekinuta, pa su komunisti i ustaše postali nepomirljivi protivnici. Već 1937. Komunistička partija Hrvatske u svom proglasu osuđuje stavove „frankovačko-fašističke demagogije o nezavisnoj hrvatskoj državi“, koja želi „da hrvatskom narodu umjesto jednog jarma nametne drugi, još gori jaram Rima i Berlina.“

## Poznati sudionici
- Rafael Boban[5]
- Delko Bogdanić[6]
- Ivan Devčić[7]
- Krunoslav Devčić[8]
- Jurica Frković[9]